# Problema da indução
O problema da indução é a questão filosófica sobre se o raciocínio indutivo (uma generalização ou uma previsão não dedutiva) leva ao conhecimento. Uma generalização é qualquer argumento não dedutivo cuja conclusão é mais geral do que as premissas. Ou seja, o problema da indução refere-se a:
1. Generalizar sobre as propriedades de uma classe de objetos com base em algumas observações do número de instâncias específicas da classe (por exemplo, a inferência de que "todos os cisnes que temos visto são brancos e, portanto, todos os cisnes são brancos", antes da descoberta do cisne negro);
2. Pressupor que uma sequência de eventos no futuro ocorrerá como sempre foi no passado (por exemplo, que as leis da física manifestar-se-ão como sempre foram observadas).[2]

Segundo a linha indutivista, a ciência começa com a observação. A observação, por sua vez, fornece uma base segura sobre a qual o conhecimento científico pode ser construído, e o conhecimento científico é obtido a partir de proposições de observação por indução.
O problema põe em causa todas as reivindicações empíricas feitas na vida quotidiana ou através do método científico e faz uma crítica à afirmação de que o conhecimento só pode ser construído a partir da observação. Embora o problema provavelmente remonte ao pirronismo da filosofia antiga, David Hume reintroduziu-o em meados do século XVIII. O problema humeano da indução é o problema de distinguir os bons dos maus hábitos indutivos, dada a ausência de qualquer distinção objetiva entre eles. Portanto a indução é uma inferência contingente e só pode levar a uma conclusão que tem apenas certo grau de probabilidade  de estar correta. No seu Tratado da Natureza Humana (89) Hume insiste que as conexões probabilísticas, assim como as conexões causais, dependem de hábitos da mente e não têm base na nossa experiência do mundo.
A resposta mais notável ao problema humano da indução foi formulada por Karl Popper dois séculos mais tarde.
O argumento de Popper relativo à falseabilidade das afirmações propostas e validade delas até que evidência verificável demonstre o contrário fundamenta a base da definição moderna de ciência, sendo por consenso a resposta mais aceita para o problema da demarcação entre ciência e não ciência. Segundo Popper, para o problema do cisne, "todos os cisnes são brancos, pelo menos até que alguma evidência em contrário seja descoberta". Uma vez encontrada, a afirmativa deve ser abandonada, e nova afirmativa falseável mais abrangente deve ser proposta como explicação para a cor dos cisnes. As teorias científicas fundam-se no que se tem ciência que existe, e apontam o caminho mais provável para que aumente-se a ciência acerca da realidade intrínseca ao universo, evoluindo dinamicamente no tempo à medida que aumenta-se a ciência factual acerca da realidade intrínseca ao universo.

## O indutivista ingênuo
Como um modo de formalizar as críticas ao método indutivo e à afirmação de que o conhecimento só pode ser construído a partir da observação por indução, apresento a seguir a visão de Chalmers em resposta ao indutivismo e a outros problemas que o método indutivo sofre além daquele apontado por David Hume.
Dado o exposto, fica evidente a justificativa de caracterização feita por Chalmers ao indutivista como ingênuo.
Se a observação nos proporciona um conjunto seguro de proposições de observação como nosso ponto de partida, por que é que o raciocínio indutivo leva a conhecimento científico confiável e talvez mesmo verdadeiro?

### Apelo à lógica
Argumentos lógicos válidos caracterizam-se pelo fato de que, se a premissa do argumento é verdadeira, então a conclusão deve ser verdadeira. Entretanto, uma inferência indutiva com premissas verdadeiras pode levar a uma conclusão falsa, mesmo não existindo contradição envolvida. Isto é, os argumentos indutivos não são argumentos logicamente válidos, pois a lógica não pode ser usada como garantia de que a inferência indutiva seja verdadeira. Concluímos que o princípio da indução não pode ser justificado meramente pela lógica.

### Apelo à experiência
Podemos, ainda, sugerir uma verificação dos argumentos indutivos através do raciocínio indutivo, isto é, analisar se o apelo à experiência de argumentos indutivos assegura a validade de uma conclusão indutiva. Porém, como demonstrou conclusivamente David Hume, o argumento proposto pra justificar a indução é circular porque emprega o próprio tipo de argumento indutivo cuja validade está supostamente precisando de justificação. Essa dificuldade associada à justificação da indução é o problema da indução apontado por David Hume.
A exigência extrema de que todo conhecimento deve ser obtido da experiência por indução exclui o princípio da indução básico à posição indutivista.

### Princípio da indução na prática
“Se um grande número de As foi observado sob uma ampla variedade de condições, e se todos esses As observados possuíam sem exceção a propriedade B, então todos os As possuem a propriedade B.”

#### Quantas observações constituem um grande número?
Se o princípio da indução deseja ser um guia para o que se estima como inferência científica legítima, então a condição “grande número” deveria ser determinada detalhadamente. Quantas vezes teríamos de analisar o resultado de uma bomba nuclear antes de inferir que esta causa danos ou até sofrimento humano? Ou ainda, seria legítimo dar credibilidade a uma cartomante através da observação de uma previsão correta acerca de algum acontecido?

#### O que deve ser considerado uma variação significativa nas circunstâncias?
Podemos usar o exemplo do ponto de fervura da água. Através do método da indução, se deveria levar em conta todo tipo de variação nas circunstâncias do experimento, tais como: pressão, cor do recipiente, pureza da água, e etc..
O experimento somente é viável caso se mencione quais dessas variações são relevantes para se determinar o ponto de fervura da água, porém, eliminar variações supérfluas significa usar um conhecimento prévio ou teoria para avaliar a relevância da variação.
De acordo com o indutivista ingênuo, a ciência começa com a observação. Entretanto, dado o exposto, percebe-se que a teoria joga um papel vital antes da observação, em oposição ao princípio da indução.

### A dependência que a teoria tem da observação
O indutivista declara a observação como ferramenta única e indispensável na construção do conhecimento científico legítimo. Porém, sabemos hoje que as imagens sobre nossas retinas fazem parte da causa do que vemos mas uma outra parte muito importante da causa é constituída pelo estado interior de nossas mentes ou cérebros, que vai claramente depender da nossa formação cultural, conhecimento e expectativas.